# جين وارد (كاتبة)
جين وارد (بالإنجليزية: Jane Ward)‏ هي كاتِبة أمريكية، ولدت في القرن العشرين.